# Salas (comune)
Salas è un comune spagnolo di 6 705 abitanti situato nella comunità autonoma delle Asturie.

## Storia

### Simboli
Lo stemma del comune di Salas è privo di una concessione ufficiale. Si presenta come uno scudo sannitico inquartato: nel 1° reca l'emblema della famiglia Salas: (ES)  de oro con un castillo de piedra, de cuyas almenas sale un león que asoma medio cuerpo y la cola, de su natural color. Y tres veneras de plata, una en cada flanco y otra en punta; nel 2° di rosso, al leone, sostenente un pastorale d'oro, addestrato da un castello, accompagnato in punta due colonne, anch'esse d'oro, passate in decusse (Congregazione dell'Ordine dei Benedettini di Valladolid); nel 3° lo stemma della famiglia Miranda: di rosso, a cinque busti di ragazza, ordinati in decusse, al naturale, caricati nel petto di una conchiglia d'oro; in orlo, due serpenti di verde, con le teste intrecciate in capo e le code intrecciate in punta; nel 4° lo stemma dei Valdés: (ES)  en campo de plata, tres fajas de azur, interpoladas de diez róeles, de gules, cargados de una cruz, de plata y puestos tres, dos, dos y tres. Lo scudo è timbrato dalla corona del Principe delle Asturie.

## Mappe

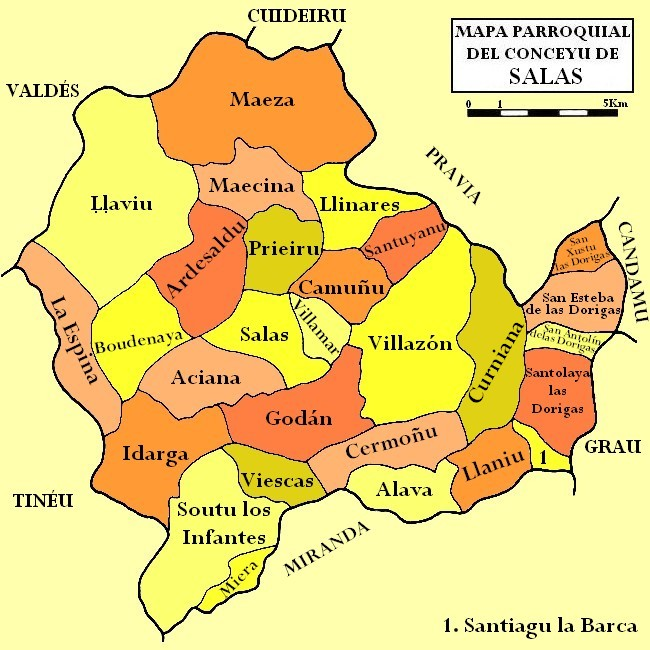
Mappa del territorio del comune di Salas
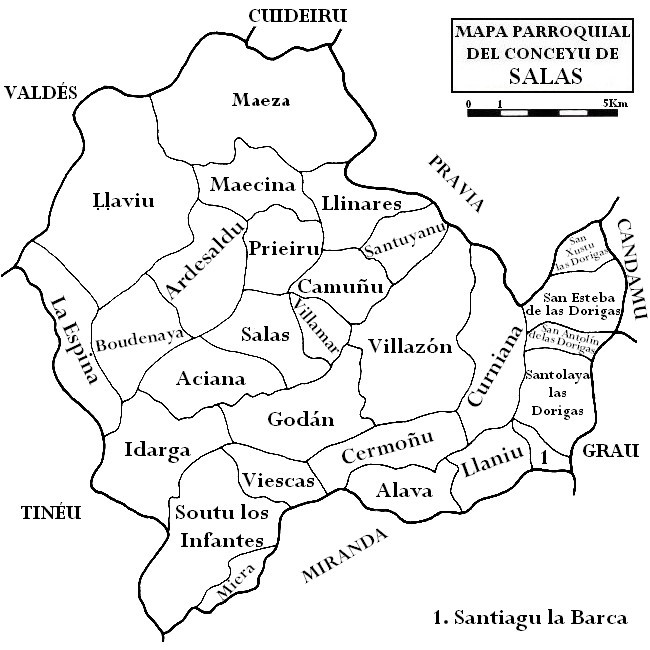
Mappa del territorio del comune di Salas

## Galleria d'immagini

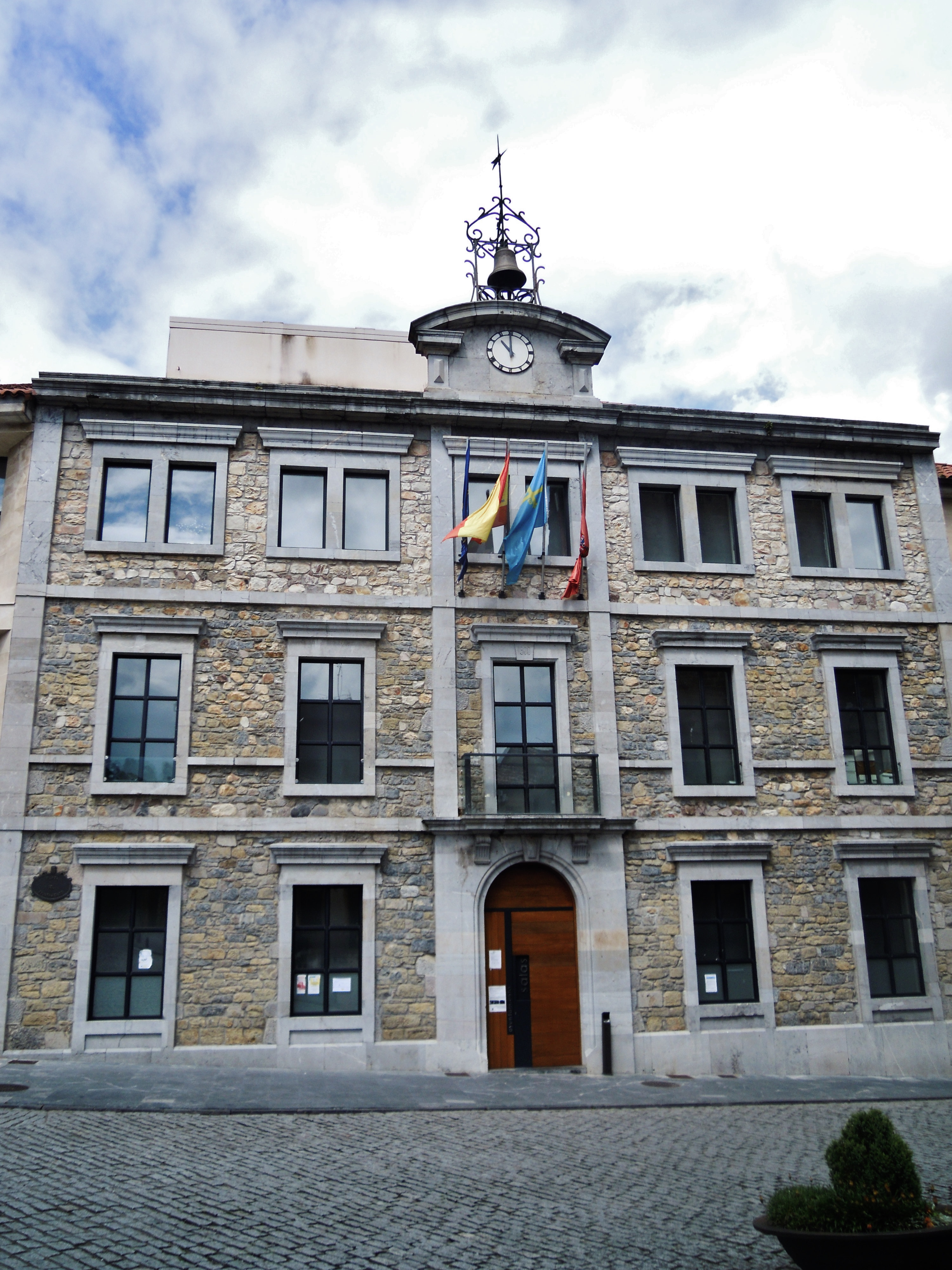
Municipio
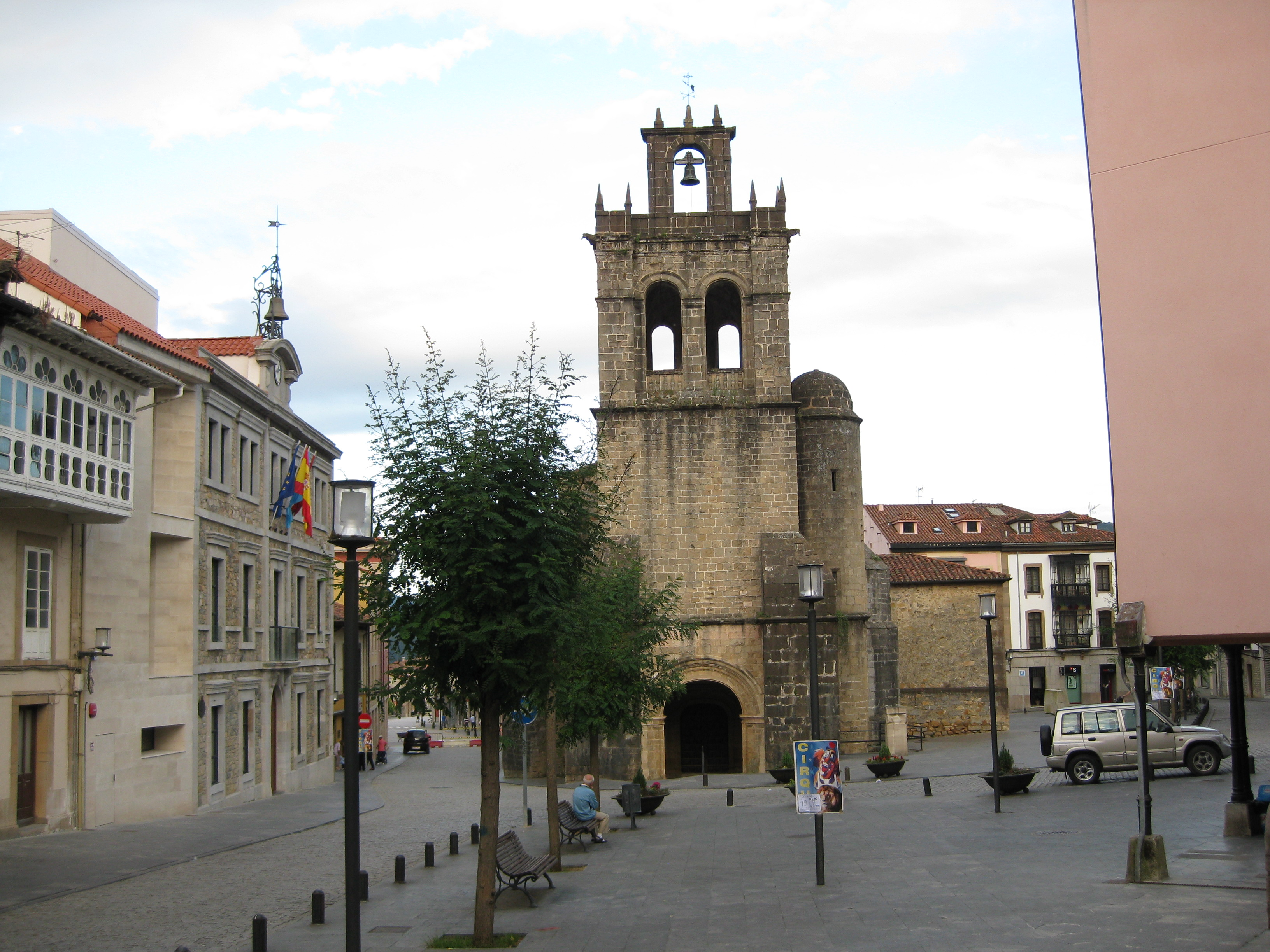
Collegiata di Santa Maria Maggiore
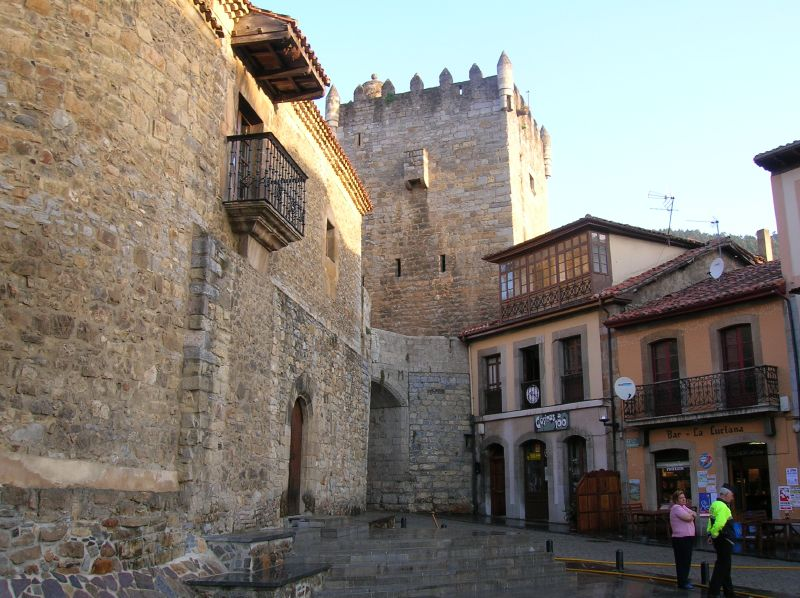
Castello dei Valdes
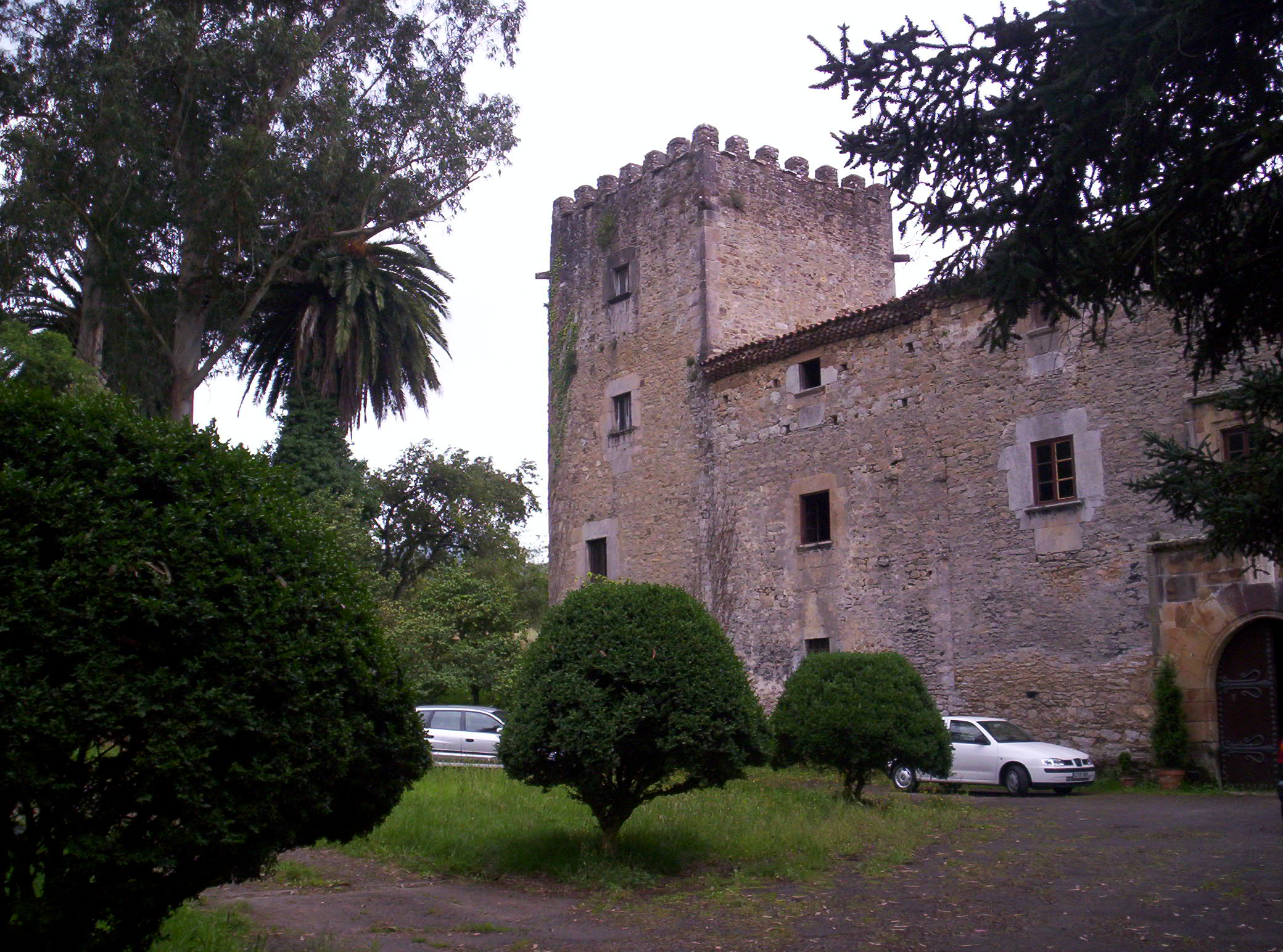
Torre palazzo Doriga
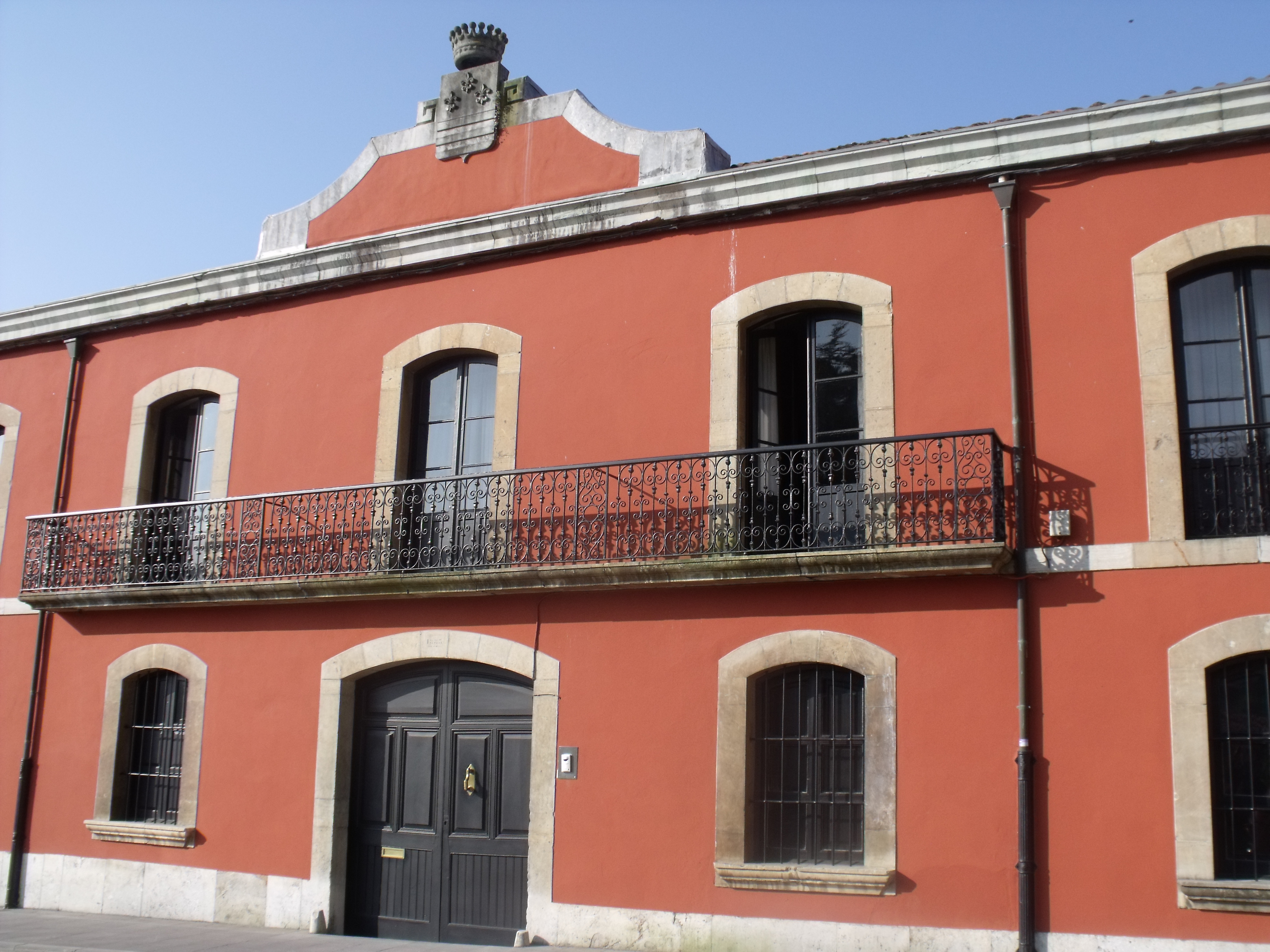
Palazzetto nobiliare
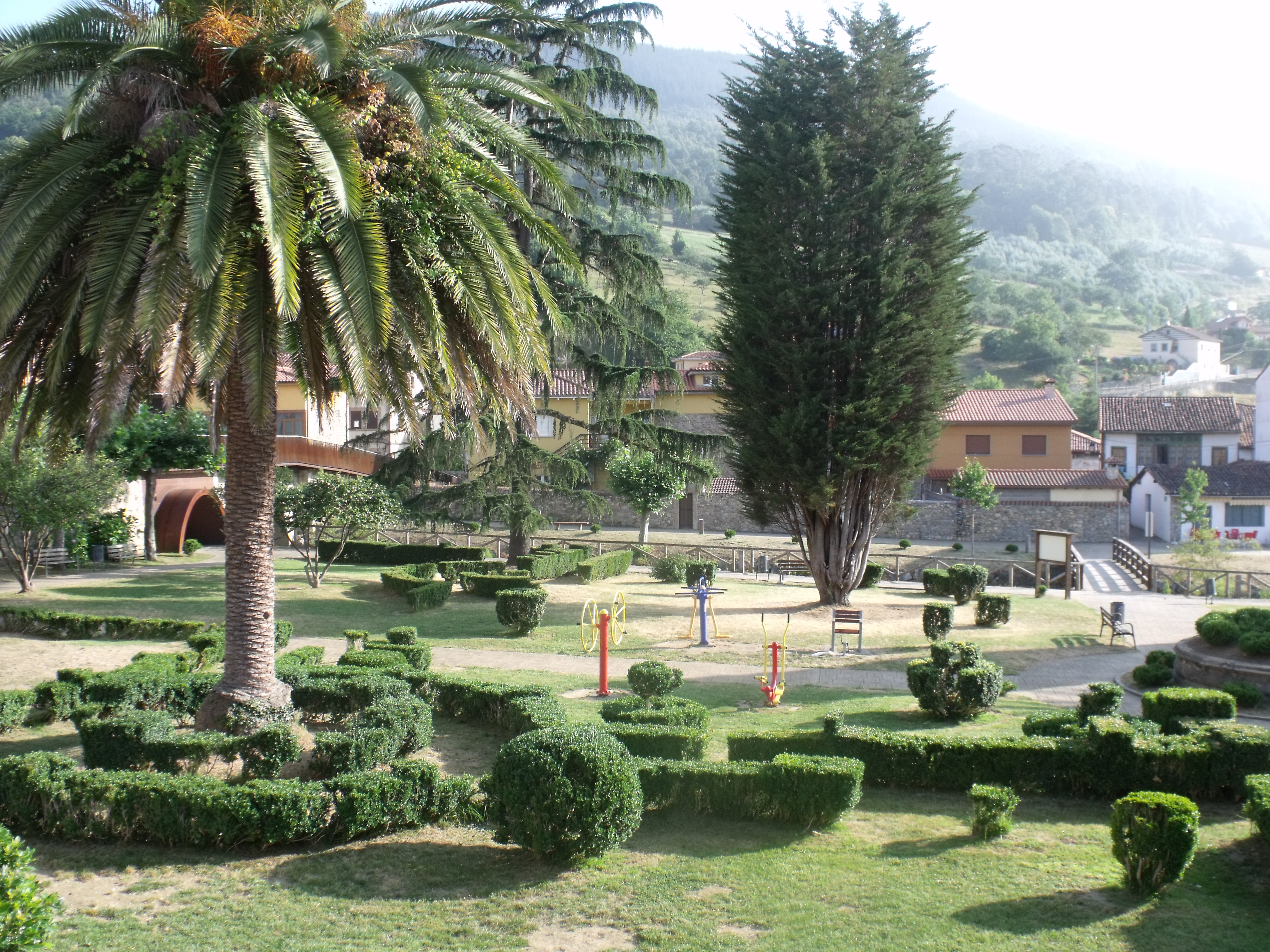
Giardino pubblico Carmen Zulueta
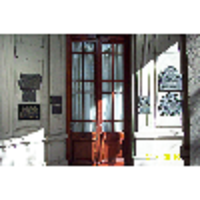
Società italiana sala Mario R. Vecchioli
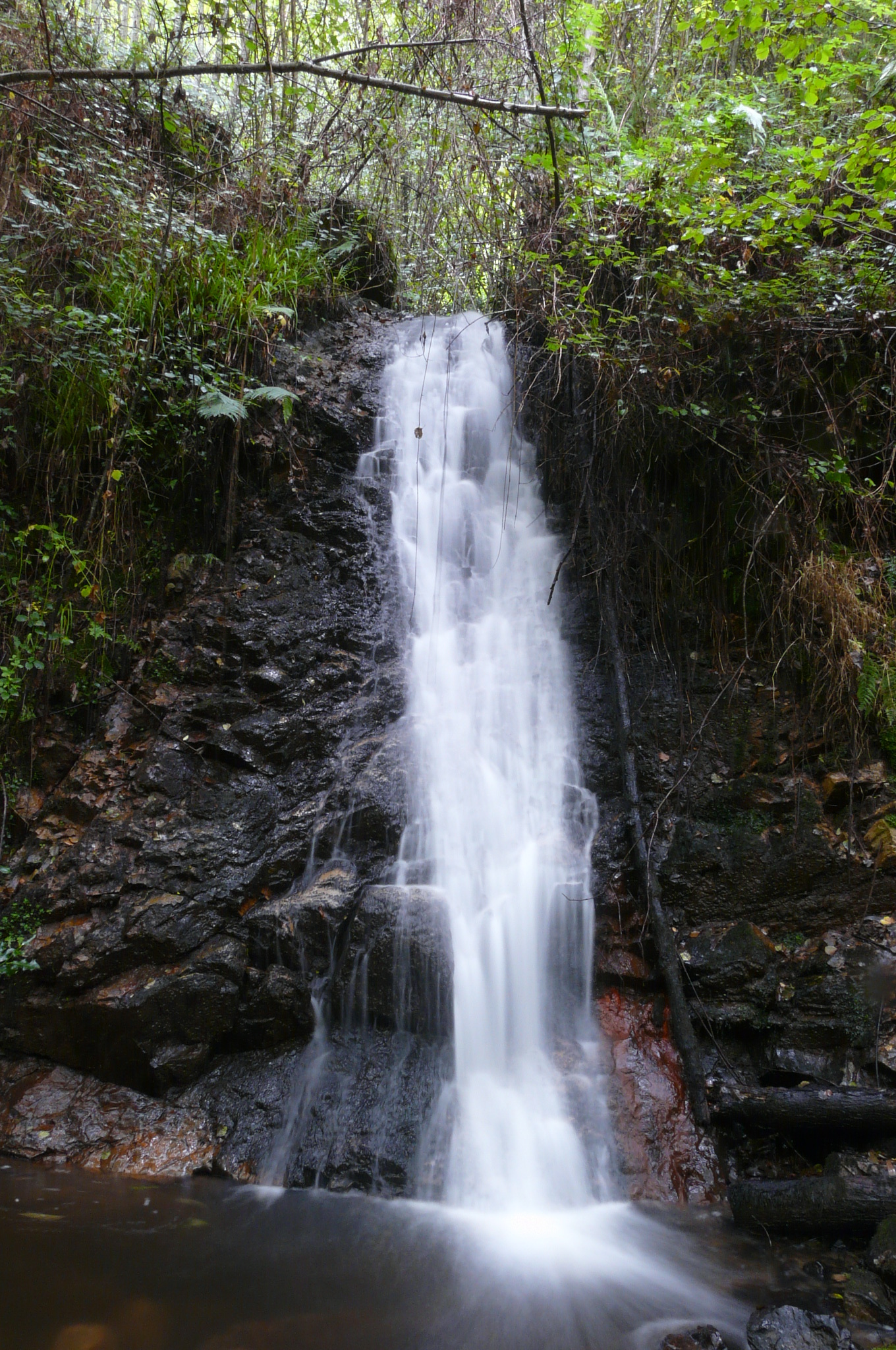
Cascatella del fiume Nonaya